# 于京君
于京君（1957年—），男，北京人，澳大利亚作曲家。

## 生平
1977年毕业于中央五七艺术大学音乐学院（现中央音乐学院），后留校任教。1985年移居澳大利亚。